# Uijeongbu
Uijeongbu (hangul: 의정부시; hanja: 議政府市; rr: Uijeongbu-si; MR: Ŭijŏngbu-shi) é uma cidade da Coreia do Sul, situada na província de Gyeonggi e que localiza-se ao norte de Seul. Apesar de ser conhecida por sua presença militar, onde possui bases militares dos Estados Unidos e da própria Coreia do Sul, Uijeongbu expandiu-se como uma comunidade descentralizada de Seul contendo lojas, cinemas, bares, restaurantes e lan houses de computadores e DVDs.
A cidade possui ainda diversas montanhas como Dobong (Dobongsan), Surak e Soyo, que são áreas recreativas populares para caminhadas e são frequentadas por moradores residentes da área metropolitana de Seul.

## Cidades-irmãs
- Richmond, Estados Unidos
- Shibata, Japão